# 王骏 (御史大夫)
王駿（约前100年—前15年），字伟山，琅邪郡皋虞县（今青岛市即墨区东北部）人，西漢政治家，王吉之子。

## 生平
父王吉好梁丘賀解《易经》，王駿于是从学。王駿举孝廉担任郎官。之後，在左曹陳咸、光祿勳匡衡的推薦下，担任谏大夫。淮陽王劉欽（汉宣帝之子）謀反事件之时，作为詰問国王的使者，後为趙国内史。王吉担任昌邑王属官僚受刑，劝诫儿子王駿不要担任王国官吏，于是王駿称病辞官归乡。
後復归任幽州刺史，遷司隷校尉。弹劾罷免丞相匡衡，河平元年（前28年）任少府。陽朔四年（前21年）汉成帝想要重用他，任命他为京兆尹。他的管理能力强，长安称：“前有赵、张，后有三王。”（趙广漢、張敞、王尊、王章、王駿）。次年（鴻嘉元年）御史大夫永死后，御史大夫空位，谷永進言，王駿的下一任少府薛宣为御史大夫。数月後，丞相張禹引退，丞相空位，薛宣为丞相，王駿继任御史大夫。
永始二年（前15年），他在御史大夫任中去世。他的後任御史大夫翟方進最后也官至丞相，当时人们对王駿没有官至丞相封爵列侯而可惜。
王駿为少府時，妻子去世，没有再婚。人们问他理由，王駿说“德非曾参，子非华、元，亦何敢娶？”其子王崇。在王莽时官至大司空。

## 家庭
- 父亲：王吉
- 母亲：刘□
- 哥哥：王崧
- 妻子：贡□
- 长子：王崇（中毒而亡），儿媳：解□
- 次子：王游，儿媳：□氏